# 城月れい
城月 れい（きづき れい、12月8日 - ）は、OSK日本歌劇団の娘役スター。新潟県上越市出身。O型 

## 略歴
2007年、NewOSK日本歌劇団研修所（当時）入学。85期生。同期に華月奏（男役スター）がいる。
2008年、大阪松竹座で上演された『第五回 レビュー春のおどり』に、舞台実習生として出演。
2009年、OSK日本歌劇団に入団、大阪松竹座『春のおどり』で初舞台。
以降、娘役として活動。2012年4月にチェリーガールズ第3期〜第4期メンバーに選出されたほか、8月の『レディレインの肖像 〜フランツその愛〜』では桐生麻耶の相手役であるアンネリーゼ（レディレイン）に抜擢された。
2017年の『Precious Stones』をはじめ、2018年の『巴里のアメリカ人』、第39回・40回たけふレビューなど、ライブから中・大劇場公演のヒロインや娘役筆頭をつとめている。

## 主な舞台
研修生時代
2008年
- 3月、世界館『84期生業公演「虹色の風 〜記憶の森の神話〜」』[4]
- 4月、大阪松竹座『第五回 レビュー春のおどり「2008・春 いま、桜咲く」　お祝い道中 〜浪花ともあれ桜花爛漫〜／Dream Step!』

入団後
2009年
- 3月、大阪松竹座『レビュー春のおどり　桜彦 翔る！ 〜必ず戻る 恋と友情のために〜／RUN＆RUN』 ＊初舞台
- 7月、京都南座『レビュー in KYOTO Ⅲ　さくら颱風 真夏の京も桜満開／DREAMS COME TRUE!』
- 7月、いかるがホール『桜花昇ぼるオンステージ Song for you』 ＊口上
- 10 - 11月、たけふ菊人形『ファシネーション 〜魅惑と情熱の炎〜』

2010年
- 1月、サンケイホールブリーゼ『真田幸村ミュージカル「YUKIMURAー我が心 炎の如くー」／Burning Heart』
- 2月、いかるがホール『聖徳太子絵巻』
- 4月、大阪松竹座『桜彦 翔る！エピソードⅡ〜黄泉へ 桜ふたたび〜／JUMPING TOMORROW!』
- 7月、京都南座『レビュー in KYOTO Ⅳ　みやこ浪漫〜RYOMA〜／ダンシング・ラプソディ』
- 11月、大塚国際美術館『システィーナ歌舞伎「スサノオsusanoo」（外部出演）』
- 12月、大阪国際交流センター『女帝を愛した男〜ポチョムキンとエカテリーナ〜』

2011年
- 4月、大阪松竹座『春のおどり　〜繚乱〜 さくら 桜 サクラ／STARS LEGEND 〜DANCE DANCE DANCE〜』
- 5月、一心寺シアター倶楽・北國新聞赤羽ホール『Burn The Passion』
- 7月、京都南座『虹のおどり　安土ロマネスク／MIDSUMMER STEP ダンシング・ファンタジー』
- 8月、世界館『Fresh Soda Balloon』[5]
- 9月、三越劇場『桜NIPPON・踊るOSK! 〜レビュー・ザ・クラシック〜』
- 10 - 12月、オ・セイリュウ『トレジャー・ダンシング』

2012年
- 2月、なんばHatch『OSK recombination太鼓歌劇「BLINDブラインド」〜耳なし芳一より〜』
- 4月、大阪松竹座『レビュー春のおどり 桜舞う九重に／GLORIOUS OSK』
- 5月、北國新聞赤羽ホール『グランド・ファンタジー ADDIO／Dance of Joy』
- 7月、京都南座『レビュー in Kyoto　ラブ・メルヘン シンデレラ・パリ／グラン・ジュテ 〜今・私たちは跳ぶ〜』[6]
- 8月、大丸心斎橋劇場『レディレインの肖像 〜フランツその愛〜』[2][3]
- 10 - 11月、たけふ菊人形『たけふグランドレビュー2012　盛疾風伝　大いなる武士（もののふ）／DIAMANTE』
- 12 - 2013年1月、オ・セイリュウ『OSK SHOW in オ・セイリュウ　〜The Festival〜』[7]

2013年
- 4月、大阪松竹座・日生劇場『レビュー春のおどり 桜絵草紙／Catch a Chance Caych a Dream』
- 5月、ABCホール『SilverRose〜天使の恋人〜／The Festival』[8]
- 8月、京都南座『レビュー in Kyoto　Love Traveler／ネクステージ〜夢を叶えるSong＆Dance〜』[9]
- 10 - 11月、たけふ菊人形『グランドレビュー2013　武生の鼓太郎／Wrapping！Clapping！』[10]
- 12月、高槻現代劇場『義の人〜高山右近伝〜／Wrapping! Clapping!』[11]

2014年
- 1月、たかいし市民文化会館『羽衣天女伝説〜愛は時代を超えて〜／Wrapping! Clapping!』[12]
- 1月、いかるがホール『SONG FOR YOU 2014』
- 2月、大丸心斎橋劇場『カルディアの鷹』[13][14]
- 5月、大阪松竹座『レビュー春のおどり　桜花抄／Au Soleil 〜太陽に向かって』[15][16]
- 6月、近鉄アート館『カルディアの鷹』[17]
- 8月、新橋演舞場『レビュー夏のおどり　桜花抄／Au Soleil 〜太陽に向かって』[18]
- 10 - 11月、たけふ菊人形『愛の翼〜Aras Del Amore〜』[19]

2015年
- 3月、セントラファエロ教会『OSK Revue Cafe　SENSATION』[20]
- 6月、大阪松竹座『レビュー春のおどり　浪花今昔門出賑／Stormy Weather』
- 9・11月、大丸心斎橋劇場・上田市交流文化芸術センター『紅に燃ゆる 〜真田幸村 紅蓮の奏乱〜』[21][22]
- 10 - 11月、たけふ菊人形『紅に燃ゆる 〜真田幸村物語（たけふ菊人形スペシャルバージョン）〜』
- 11月、京都南座『OSKレビュー in Kyoto　浪花今昔門出賑／Stormy Weather』[23]

2016年
- 1・2月、ナレッジシアター・銀座博品館劇場『カンタレラ2016 〜愛と裏切りの毒薬〜』[24]
- 5月、大阪松竹座『レビュー春のおどり　花の夢 恋は満開／Take the beat!』[25]
- 5・6月、銀座博品館劇場・おかやま未来ホール・近鉄アート館『紅に燃ゆる 〜真田幸村 紅蓮の奏乱〜』[26]
- 7月、新橋演舞場『レビュー夏のおどり　花の夢 恋は満開／Take the beat!』
- 8月、レストランローズガーデン『OSK Revue Cafe　Solid blue』
- 11月、レストランローズガーデン『OSK Revue Cafe　LUMIERE SPLENDIDE』 ＊娘役筆頭

2017年
- 1・2月、近鉄アート館・銀座博品館劇場『真・桃太郎伝説　鬼ノ城〜蒼煉の乱〜』[27][28]
- 1月、近鉄アート館『REVUE JAPAN　〜GEISHA ＆ SAMURAI〜』
- 3月、なら100年会館『紅に燃ゆる 〜真田幸村 紅蓮の奏乱〜』
- 4月、近鉄アート館『Precious Stones　GOLDEN SAPPHIRE〜ゴールデンサファイア〜』 ＊娘役筆頭[29]
- 5月、セントラファエロ教会『OSK Revue Cafe　New York, New York』 ＊娘役筆頭
- 7月、神戸三宮シアター・エートー『HIDEAWAY〜ハイダウェイ〜』 ＊娘役筆頭[30]
- 10・12月、YES-Theater・KOBELCO 真岡いちごホール『JAZZY 〜DANCE AND THE BEAT〜』[31]

2018年
- 1月、DAIHATSU MOVE 道頓堀角座『PRECIOUS STONES　Everlasting』[32]
- 3月、大丸心斎橋劇場『巴里のアメリカ人』 - リズ役 ＊ヒロイン[33]
- 5月、大阪松竹座『レビュー春のおどり　桜ごよみ 夢草紙／One Step to Tomorrow!』
- 7月、新橋演舞場『レビュー夏のおどり　桜ごよみ 夢草紙／One Step to Tomorrow!』
- 9 - 11月、たけふ菊人形『第39回たけふレビュー 〜GERSHWIN NIGHT〜』 ＊娘役筆頭[34]
- 12月、近鉄アート館『円卓の騎士』

2019年
- 1月、銀座博品館劇場『円卓の騎士』
- 3・4月、新橋演舞場・大阪松竹座『レビュー春のおどり　春爛漫桐生祝祭／STORM of APPLAUSE』
- 6月、大丸心斎橋劇場『Salieri&Mozart 〜愛と憎しみの輪舞』[35][36]
- 7月、京都南座『OSK SAKURA REVUE　歌劇 海神別荘／STORM of APPLAUSE』 - 陸の美女役 ＊第一部ヒロイン[37][38]
- 8月、大阪ドーンセンター『Viva La Vida!!』 ＊娘役筆頭
- 10 - 11月、たけふ菊人形『40周年記念公演 たけふレビュー　Viva La Vida!!』 ＊娘役筆頭[39]
- 12月、ABCホール『天使の歌が聞こえる』 - メアリー、他[40]

2020年
- 1月、銀座博品館劇場『天使の歌が聞こえる』[41][42]
- 4・5月、大阪松竹座・新橋演舞場『レビュー春のおどり』（公演中止）
- 7月、京都南座『OSK SUMMER SPECIAL 2020』（公演中止）
- 11月、大阪松竹座『OSKだよ全員集合！Memorial Show & Premium Talk』

2021年
- 1・3月、大阪松竹座・新橋演舞場『レビュー春のおどり　ツクヨミ 〜the moon〜／Victoria!』[43]
- 6・8月、大阪松竹座・新橋演舞場『レビュー夏のおどり　STARt』[注釈 1]
- 12月、近鉄アート館『THE REVUE SHOW』 ＊娘役筆頭[44]

2022年
- 1月、大阪松竹座『劇団創立１００周年記念式典』 [45]
- 2・3月、大阪松竹座・新橋演舞場『OSK日本歌劇団創立100周年記念公演「レビュー春のおどり」　光／INFINITY』[注釈 2][46]
- 7月、京都南座『2022年劇団創立100周年記念「レビューin Kyoto」　ミュージカルロマン 陰陽師／INFINITY』[47]
- 11月、KOBELCO 真岡いちごホール『DELIGHT　〜真岡市アンバサダー就任記念〜』 ＊娘役筆頭
- 12月、近鉄アート館『近松TRIBUTE』 - おれん役 ＊娘役筆頭[注釈 3][48]

2023年
- 2月、大阪松竹座・新橋演舞場『レビュー春のおどり ミュージカルアクト レ・フェスティバル／未来への扉〜Go to Future〜』[49]
- 7月、COOL JAPAN PARK OSAKA『レビュー Road to 2025!!　春・夏・秋・冬／HEAT!!』 [50]
- 9月、KOBELCO 真岡いちごホール『第3回 栃木県真岡市公演 レビュー　Calling Moon』 ＊娘役筆頭[51]
- 10 - 11月、たけふ菊人形『第43回 たけふレビュー　Calling Moon』 ＊娘役筆頭[52][53]
- 12月、高槻現代劇場『OSK日本歌劇団高槻公演　高山右近物語／Calling Moon』[54]

2024年
- 4月、大阪松竹座『レビュー春のおどり　春楊桜錦絵／BAILA BAILA BAILA』[55][56]
- 7月、京都南座『レビュー in Kyoto BAILA BAILA BAILA 南座バージョン』 [57]
- 8月、新橋演舞場『レビュー夏のおどり　春楊桜錦絵／BAILA BAILA BAILA』[58]
- 11月、COOL JAPAN PARK OSAKA『レビュー Road to 2025!!　四季彩／Shining Life』[59]
- 12月、KOBELCO 真岡いちごホール『真岡市市制施行70周年記念事業 OSKレビュー　Maximum』 ＊娘役筆頭[60][61]

2025年
- 6月、大阪松竹座『レビュー 春のおどり　翔〜Fly High〜／The Legendary!』[62]
- 8月、新橋演舞場『レビュー 夏のおどり　翔〜Fly High〜／The Legendary!』[63]
- 9月、COOL JAPAN PARK OSAKA『EXPO2025!! REVUE OSAKA』[64]

2026年
- 1 - 3月、銀座博品館劇場・ナレッジシアター・メニコンシアターAoi・adsホール『梅雨将軍信長』

### OSK Revue Cafe in Brooklyn Parlor OSAKA
2020年
- 8 - 9月、『桐生麻耶LIVE』[注釈 4]
- 10月、『桐生麻耶LIVE』

2021年
- 5・8月、『桐生麻耶 Special LIVE　DELIGHT』[注釈 5]
- 10月、『愛瀬光 Special LIVE』
- 12月、『咲くやこの花コレクション　桐生麻耶OSKレビューの世界』

2022年
- 3 - 4・10月、『桐生麻耶 Special LIVE DELIGHT』
- 9月、『歌の会（城月・琴海）』

2023年
- 4月、『Liberatio』

2024年
- 5 - 6月、『Liberatio』 [65]
- 10月、『Maximum』 [66]

2025年
- 2 - 3月、『Maximum』

### 出演イベント
- 2009年5月、インテックス大阪『食博覧会・大阪（ステージ）』
- 2009年6月、ルシアスステージ『OSK日本歌劇団ミニレビューショー』
- 2009年7月、ハイアットリージェンシー京都『ファン感謝の集い in KYOTO』
- 2009年7月、いかるがホール『桜花昇ぼるオンステージ  SONG for you』
- 2009年12月、ホテルアウィーナ大阪『創立40周年記念 ＯＳＫ日本歌劇団クリスマスディナーショー』
- 2010年7月、クレオ大阪西『声楽発表会』
- 2010年9月、サンドーム福井『丹南産業フェア』
- 2010年10月、難波高島屋正面入り口前『「ライオンズ世界視力デー」チャリティーイベント』
- 2010年10月、大阪城公園太陽の広場特設ステージ『大阪ウォーク』
- 2011年8月、クレオ大阪西『BRILLANTE』
- 2011年12月、京都東急ホテル『ディナーショー「ESTRELLAS」』
- 2012年4月、大阪松竹座『創立90周年感謝の夕べ 〜夢の絆〜』
- 2016年9月、アリオ鳳1Fアリオコート『紅に燃ゆる〜真田幸村 紅蓮の奏乱〜　―特別編― IN アリオ鳳』
- 2016年12月、エディオンアリーナ大阪『熊本復興チャリティー「DREAM」』
- 2017年4月、山陽新聞社さん太ホール『岡山OSK日本歌劇団後援会設立記念パーティー』
- 2022年9月、中之島中央公会堂『OSK日本歌劇団創立100周年記念コンサート』 [67]
- 2023年10月、連続テレビ小説「ブギウギ」梅丸少女歌劇団（USK）技芸員 城崎りん役（NHK）[注釈 6][68]